# Дода (река)

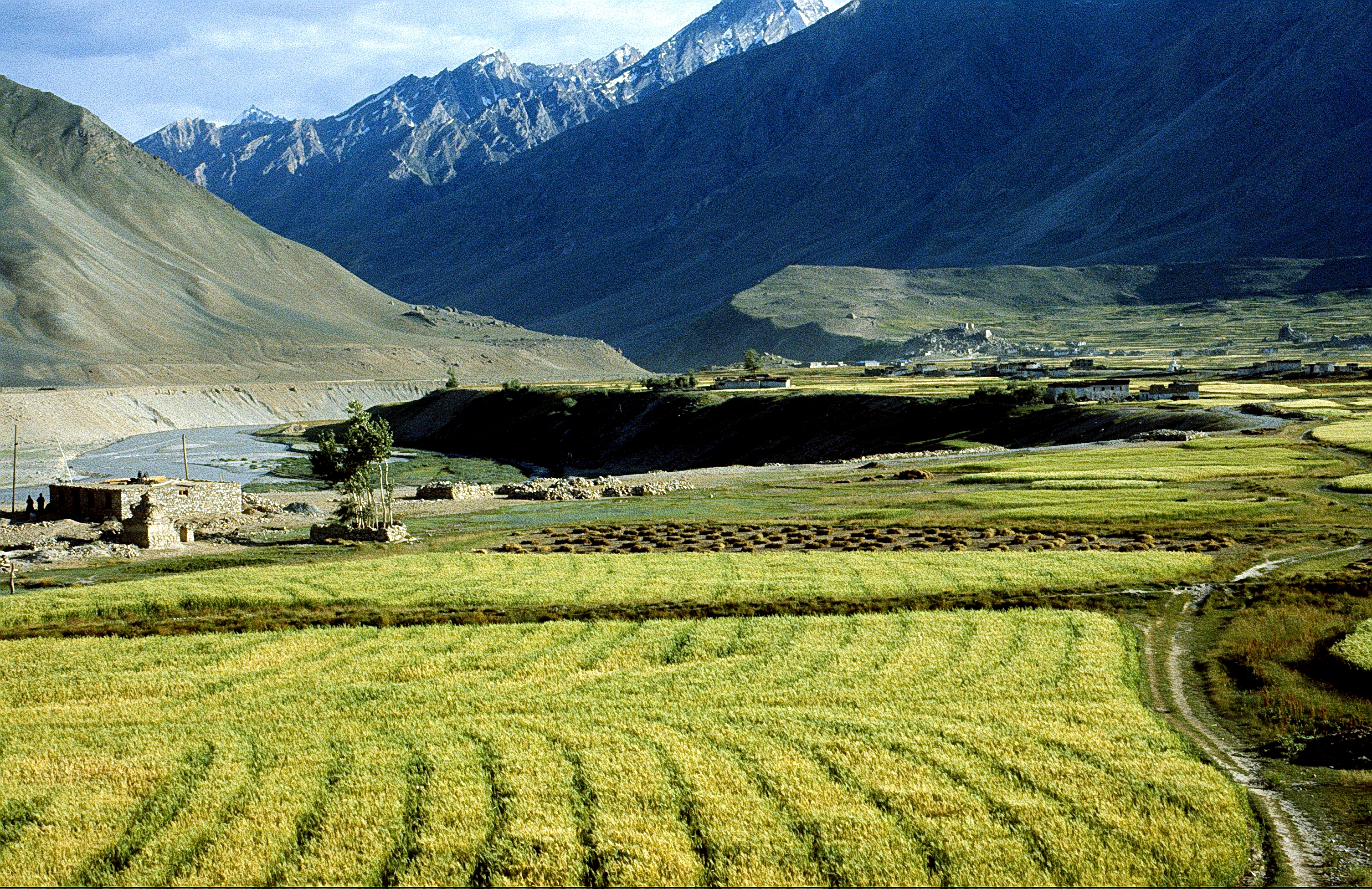
Река у Курча-Гомпа

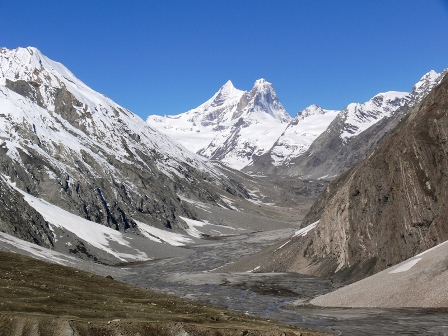
Исток реки у перевала Пенси

Дода (Стод) — река в историко-географической области Занскар (часть Ладакха) на севере Индии. Протекает по территории округа Каргил в Ладакхе.
Длина реки составляет 79 км. От истока течёт вдоль дороги по одноименной долине, которая в нижнем течении Доды соединяется с Падумской (Занскарской) долиной.
Начало берёт в леднике Дурунг-Друнг у перевала Пенси на высоте примерно 4200 м. На всём протяжении основным направлением течения является юго-восток. Около истока в Доду впадает с левой стороны Пайокиое. В 10 километров от устья, в месте впадения правого притока Сени, поворачивает на восток. Сливается с Царапом в Падумской долине на высоте 3488 м, образуя реку Заскар.
Зимой река замерзает, летом воды реки применяются для орошения полей, на которых выращиваются такие сельскохозяйственные культуры, как ячмень, пшеница, гречиха, горох. Река популярна среди поклонников экстремальных видов спорта. Используется для рафтинга на всём протяжении.